# Leon Suzin

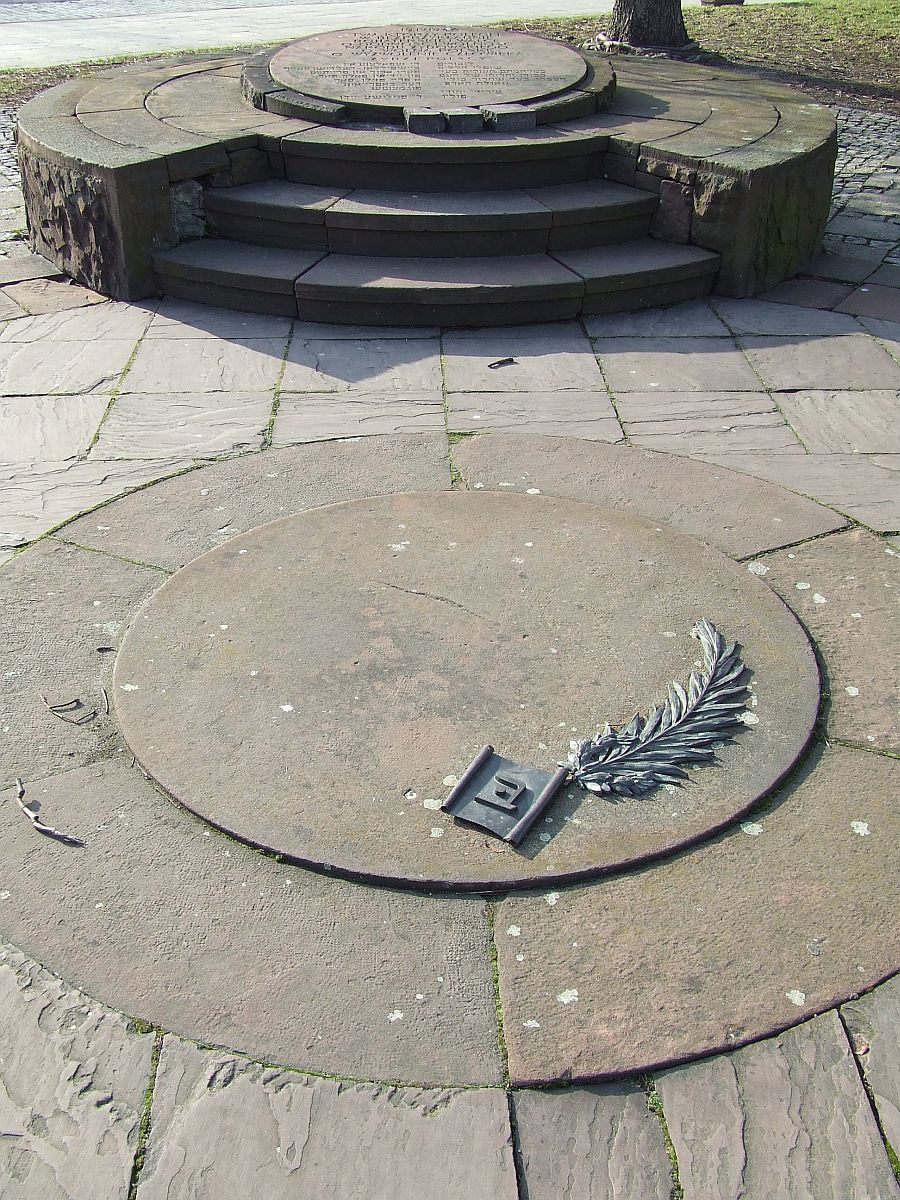
Pierwszy pomnik Bohaterów Getta, 1946

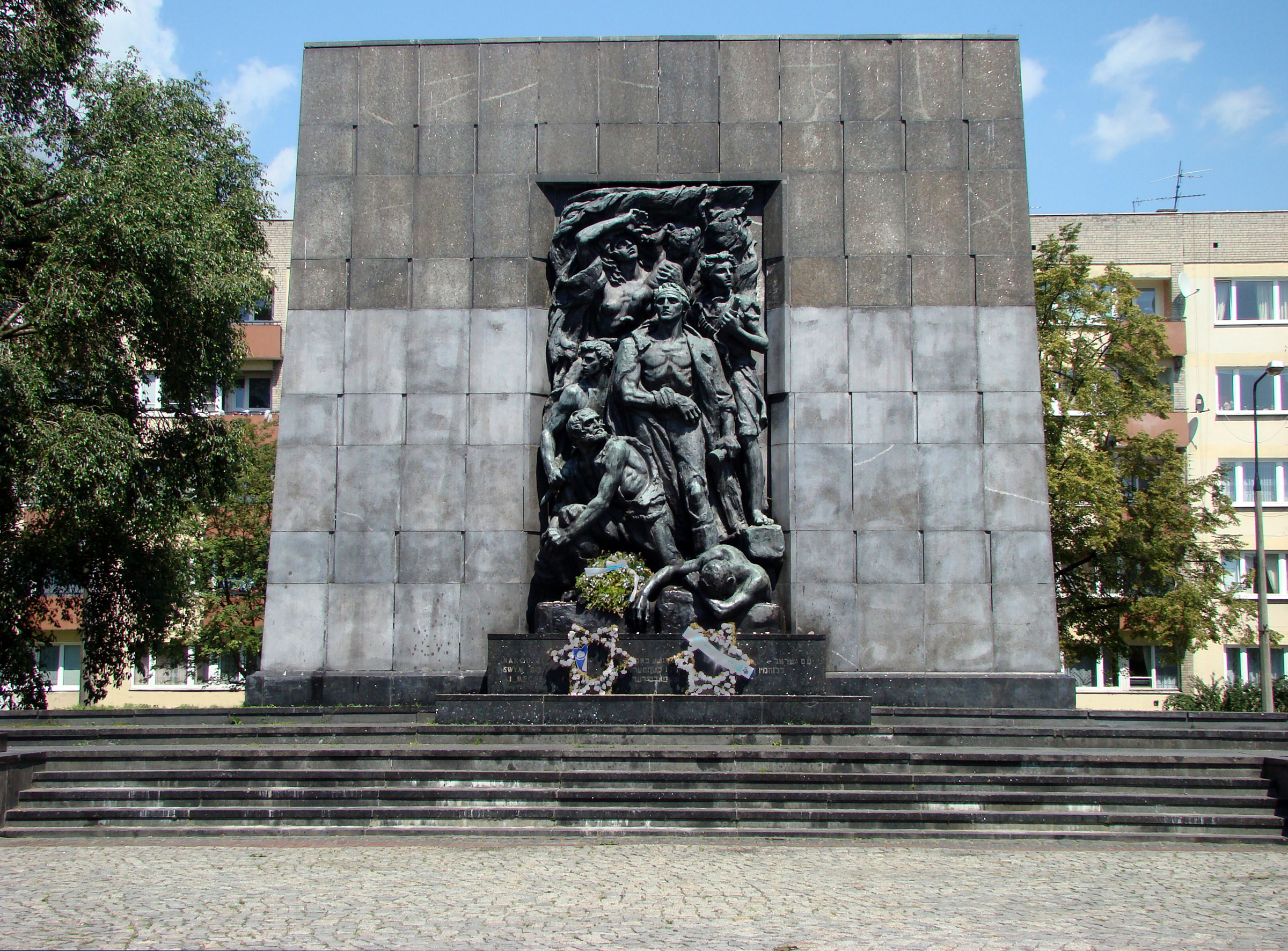
Drugi pomnik Bohaterów Getta, 1948 (z Natanem Rapaportem)

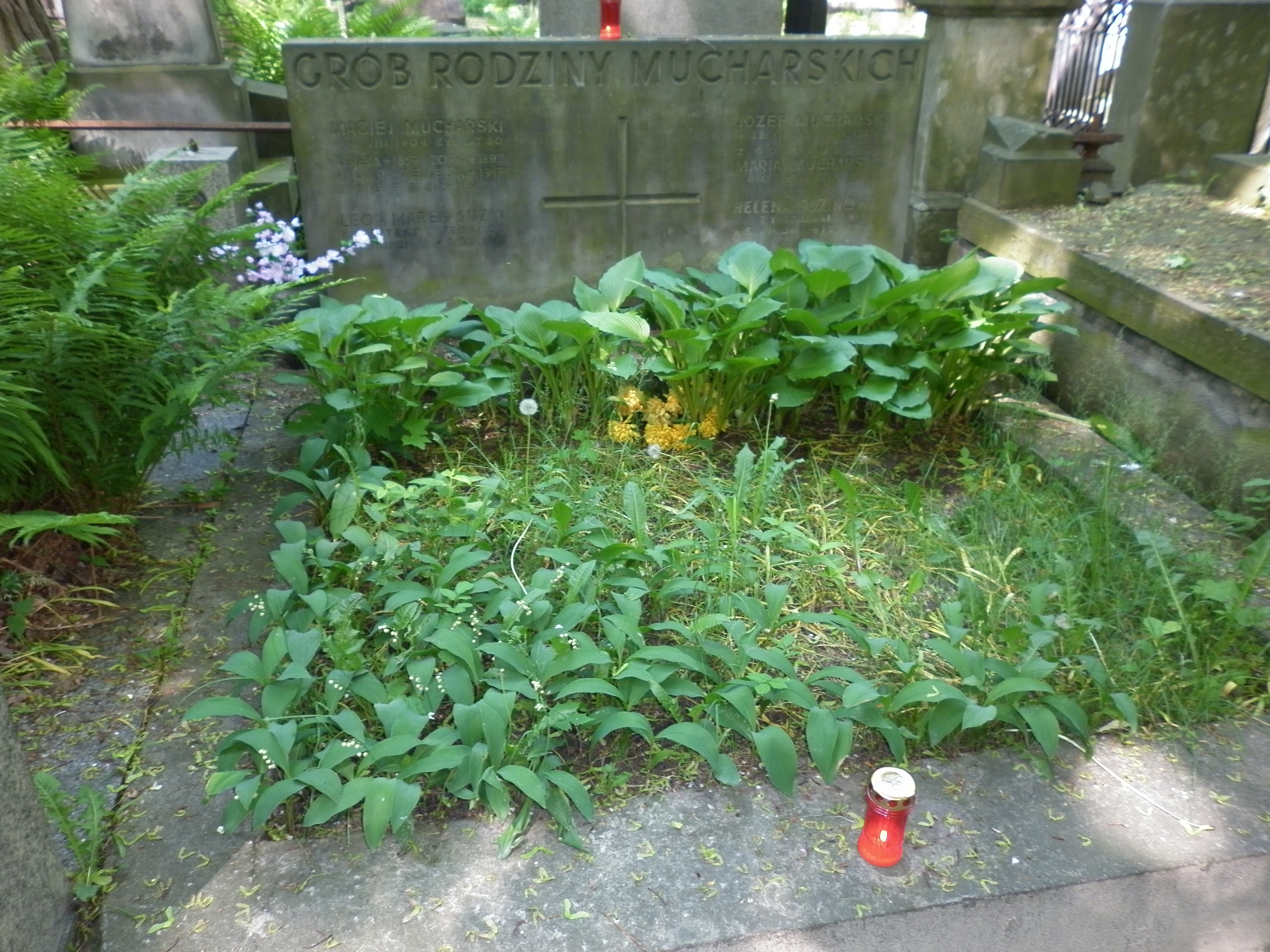
Grób Leona Suzina na Powązkach

Leon Marek Suzin (ur. 18 czerwca 1901 w Warszawie, zm. 21 grudnia 1976 tamże) – polski architekt, nauczyciel akademicki, malarz akwarelista, filister Welecji, członek warszawskiego oddziału Stowarzyszenia Architektów Polskich.

## Życiorys
Absolwent Szkoły Sztuk Pięknych w Warszawie, II Państwowego Gimnazjum Męskiego im. T. Czackiego (egzamin maturalny w 1919) i Wydziału Architektury Politechniki Warszawskiej z 1928. Uczestnik wojny polsko-bolszewickiej (jako podchorąży broni pancernej) i kampanii wrześniowej 1939 (walczył m.in. w bitwie nad Bzurą), więzień: Oflagu X A/Z Itzehoe, Stalagu X B Sandbostel, Oflagu X C Lübeck i Oflagu II C Woldenberg. Starszy asystent Politechniki Warszawskiej, nauczyciel w Miejskiej Szkole Sztuk Zdobniczych i Malarstwa, wykładowca rysunku i geometrii wykreślnej na Wydziale Architektury Politechniki Warszawskiej (1931–1953, w okresie okupacji – tajnie) i w Żeńskim Liceum Architektury im. Stanisława Noakowskiego (od 1956).
Od 1945 pracował w Biurze Odbudowy Stolicy i projektach Warszawy. Był autorem projektu architektonicznego pierwszego Pomnika Bohaterów Getta w Warszawie, który odsłonięto 16 kwietnia 1946. Współpracował z rzeźbiarzem Natanem Rapaportem przy projekcie drugiego pomnika, odsłoniętego 19 kwietnia 1948. Zaprojektował i zrealizował gmach warszawskiego Instytutu Geograficznego, kierował odbudową i rekonstrukcją kościoła garnizonowego przy ul. Długiej 13/15 i wielu innych budowli.
W 1956 wykonał, na podstawie znalezionej miniatury i ocalałych szkiców technicznych, analizę fotogrametryczną posągu Fryderyka Chopina, stojącego dziś w parku Łazienkowskim. Na jej podstawie przystąpiono do rzeźbienia modelu pomnika w skali 1:1.
Był autorem dzieła pt. Perspektywa wykresowa dla architektów – podręcznika zawierającego podstawowe wiadomości dotyczące procesu widzenia, metod rzutowania niezbędnych w celu opanowania zagadnień związanych z perspektywą; omawia również podstawowe elementy i konstrukcje perspektywiczne.
Został pochowany na cmentarzu Powązkowskim, w grobie rodziny Mucharskich (kwatera 32).

### Rodzina
Był wnukiem filarety Adama i ojcem Jana, prezentera Telewizji Polskiej i architekta.

## Realizacje

### W okresie przedwojennym
- Budynek Związku Zawodowego Pracowników Samorządu Terytorialnego RP w Warszawie przy Alejach Jerozolimskich 91 (wspólnie z arch. Bohdanem Krzemieniewskim i Aleksandrem Żurakowskim) (1934–1936) 52°13′37″N 20°59′57″E/52,226944 20,999167

### W okresie powojennym
- Pierwszy Pomnik Bohaterów Getta (1946)
- Drugi Pomnik Bohaterów Getta (z Natanem Rapaportem) (1947–1948) 52°14′59″N 20°59′39″E/52,249722 20,994167
- Budynek biurowy Centrali Handlowej „Ciech” w Warszawie przy ul. Jasnej 12 (1950–1951) 52°14′05″N 21°00′42″E/52,234722 21,011667
- Odbudowa kościoła garnizonowego w Warszawie przy ul. Długiej 13/15 (1946–1960) 52°14′56″N 21°00′25″E/52,248889 21,006944
- Kościół parafialny w Miłonicach (1958–1962) 52°13′31″N 19°09′51″E/52,225278 19,164167
- Pomnik Żołnierza 1 Armii Wojska Polskiego (z Xawerym Dunikowskim) (1963) 52°14′53″N 20°59′53″E/52,248056 20,998056

## Podręczniki
- Perspektywa wykresowa dla architektów, Wydawnictwo „Arkady”, Warszawa, 1974
- Rysunek techniczny dla techników budowlanych, Wydawnictwa Szkolne i Pedagogiczne, Warszawa, 1979 ISBN 83-02-00391-3.

## Ordery i odznaczenia
- Krzyż Walecznych (za odwagę w bitwie nad Bzurą)
- Krzyż Oficerski Orderu Odrodzenia Polski (1969)
- Medal 10-lecia Polski Ludowej
- Złota Odznaka Związku Zawodowego Pracowników Budowlanych